# Anton Bossi Fedrigotti
Graf Anton Bossi-Fedrigotti von Ochsenfeld (* 6. August 1901 in Mutters-Gärberbach, Österreich-Ungarn; † 9. Dezember 1990 in Pfaffenhofen a.d.Ilm) bzw. mit Pseudonym Toni Herbstenburger war ein österreichischer Diplomat, Autor und Journalist sowie ein Verfasser von Jugend- und Kriegsromanen.

## Leben

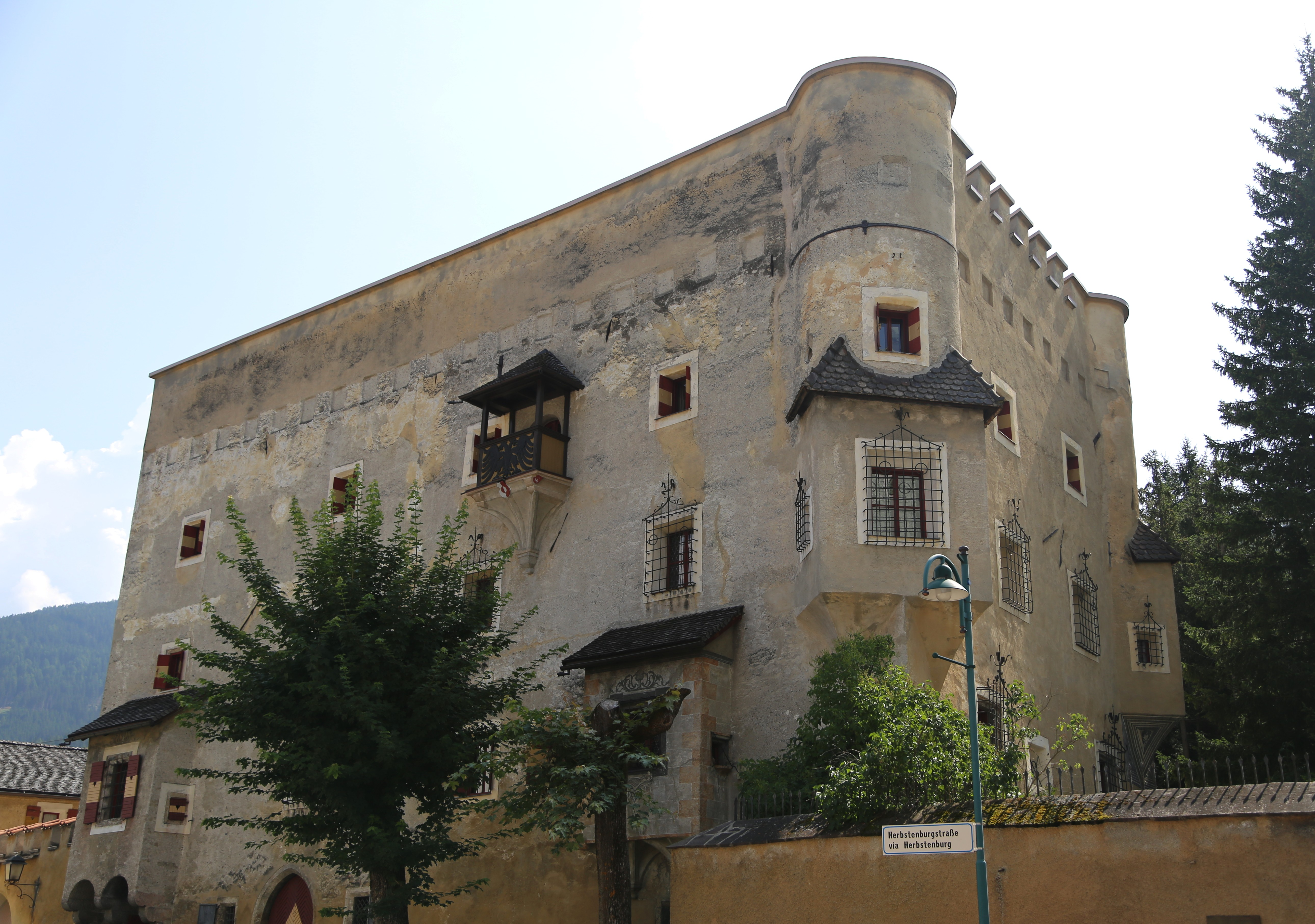
Die Herbstenburg. Der Besitz des Vaters.

Seine Eltern waren Alfons Graf Bossi-Fedrigotti di Campobove (* 1873; † 1940) und Itha von und zu Goldegg und Lindenburg (* 1864; † 1951), Tochter der Philomena Putzer von Reibegg und des K.K. Rittmeisters Hugo Ritter von und zu Goldegg und Lindenburg. Die Mutter war Schriftstellerin und der Vater Gutsbesitzer auf Herbstenburg in Südtirol.
Anton Graf Bossi-Fedrigotti verbrachte seine Jugendjahre in Toblach, wo sich die Stammburg Herbstenburg der Bossi-Fedrigotti befindet, und in Feldkirch.
Er lebte von 1920 bis 1923 in Norddeutschland, von 1923 bis 1925 in Südtirol und Italien, und von 1930 bis 1938 in Berlin.
Im Rahmen seiner 1931 begonnenen Tätigkeit für den VDA (Verein/Volksbund für das Deutschtum im Ausland) in Berlin diente Bossi-Fedrigotti als Vermittler zwischen NSDAP und seiner Heimat Südtirol. Er sah seine Aufgabe darin, für eine Integration Südtirols „in die territorialen Forderungen der NSDAP“ zu sorgen.

### Zeit des Nationalsozialismus
Nach der Machtergreifung der Nationalsozialisten trat er zum 1. Mai 1933 der NSDAP (Mitgliedsnummer 1.875.708) und Juli desselben Jahres der SA bei. Mit großer Wahrscheinlichkeit waren die Kontakte zu Rosenberg, Hofer und Hinkel für die NS-Karriere des Grafen sehr hilfreich.
Als Mitarbeiter im Außenpolitischen Amt der NSDAP (seit 1933) war es seine Aufgabe, sich „um die aus der ,Ostmark’ geflüchteten Nazis zu kümmern, nachdem die Partei dort im Juni 1933 verboten worden war.“

1934 erschien sein erster Roman Standschütze Bruggler, der bis 1943 mit 125.000 Exemplaren 18 Auflagen erreichte. Aus der Ich-Erzählung des Protagonisten Anton Bruggler erfährt der Leser, wie dieser zur Zeit des Ersten Weltkriegs eine Wandlung durchmacht vom „nachdenkliche[n] Priesteranwärter […] zum entschlossenen Kämpfer.“ Durchgehend lassen sich Elemente völkischer Ideologie ausmachen:
„Wir sind nichts anderes, als, wie man so sagt, Treuhänder der großen Nation von der Nordsee bis zur Etsch und weil wir das sind, gehen uns Tschechen, Polen, Ruthenen und Slowaken nichts an, sondern nur wir gehen uns selbst etwas an und wenn wir kämpfen, hat’s kämpfen [sic!] nur dann einen Sinn, wenn wir für’s Deutsche kämpfen. Denn deutsch für alle Deutschen muß das Landl bleiben, ja deutsch und nichts anderes!“
Abgesehen von den Deutsch-Österreichern werden alle anderen auftretenden Volksgruppen als ethnisch minderwertig angesehen und beschrieben. Die Verfilmung (1936) des Krieg und Heimatboden verherrlichenden Romans wurde Ende September 1944 erneut auf die Leinwand gebracht, um das Sterben der Volkssturmmänner „ideell zu untermauern und historisch zu legitimieren.“
Spätestens 1935 trat Bossi-Fedrigotti der Österreichischen Legion der SA (1934 in Hilfswerk Nord-West umbenannt) bei, innerhalb derer er zwischen 1935 und 1936 Leiter der SA-Sammelstelle in Berlin wurde und bis März 1938 zum SA-Sturmbannführer (Major) aufstieg. Zu diesem Zeitpunkt war Graf Bossi bereits Mitglied der Landesabteilung Berlin der Deutschen Adelsgenossenschaft.
Im Oktober 1936 besuchte Bossi-Fedrigotti das „Erste Deutsche Kriegsdichtertreffen“ in Berlin, woraufhin er von der NS-Kulturgemeinde zu mehreren Lesungen eingeladen wurde. 1938 nahm er am Reichsfrontdichtertreffen in Guben teil. Nach dem „Anschluss Österreichs“ wurde er 1938 zum Landesleiter der Reichsschrifttumskammer (RSK) Tirol-Vorarlberg ernannt, trat 1939 das Amt des Kulturreferenten beim Landeshauptmann von Tirol an und übernahm die Landesleitung der Reichskulturkammer. Hofer hatte sich persönlich bei Goebbels für den Südtiroler starkgemacht. 1941 wurde Bossi-Fedrigotti zum Oberregierungsrat ernannt.

Ende der 1930er Jahre hatte er den militärischen Dienstrang eines Leutnant d. R., nach den Gothas erworben erst nach 1920, eine Dienststellung als aktiver Offizier ist nicht nachweisbar. 1939 bis 1945 leistete er dann als Vertreter des Auswärtigen Amtes Kriegsdienst, unter anderem 1941 in Weißrussland bei Mogilew, worüber er beim Armeeoberkommando 2 berichtete. Zu seinen Aufgaben zählte es, die Gräueltaten der Sowjets „für die deutsche Propaganda zu instrumentalisieren.“ Dabei gründeten seine Ausführungen auf der völkisch-rassistischen Ideologie des Nationalsozialismus: 
„Das Wichtigste z. Zt. ist, dass der Russe in seiner Widerstandskraft erlahmt, dass er zersetzt wird und dass damit deutsches Blut gespart wird. […] und wenn man unsere prächtigen deutschen Jungens reihenweise daliegen sieht, erschossen von diesem Unmenschentum, dann frägt man sich, warum [Unterstr. im Original] wird nicht jedes Mittel angewandt, um diese Asiaten zu zersetzen. […] Der heutige Russe ist diese deutschen Opfer nicht wert und deshalb muss man die wirksamste Gegenpropaganda einsetzen.“
Seinen letzten Einsatz hatte Bossi-Fedrigotti als Stabsoffizier für Propaganda in Italien, wo er seit 1944 mit Edmund Theil einen Wehrmacht-Propagandasender betrieb. Kurz nachdem er im April 1945 von Partisanen entführt worden war, befand er sich zuerst in amerikanischer, dann in französischer Kriegsgefangenschaft.

### Nach dem Krieg
1947 kehrte er aus der Kriegsgefangenschaft zurück und galt nun als Oberregierungsrat a. D. und Landwirt. Weitere Stationen seines Lebens waren Südtirol, Bayern, Berlin, Rom, Ischia, USA. Als Schriftsteller lebte er in Rom, München und Innsbruck.
Mit Christian der Grenzgänger veröffentlichte er 1951 seinen ersten Nachkriegstext. Für den österreichischen Dokumentarfilm Beiderseits der Rollbahn von 1953 schrieb er die Texte mit dem Ziel, „zu zeigen, der deutsche Soldat war doch ein Kerl“. Von 1965 bis 1988 schrieb er auch Beiträge im Deutschen Soldatenjahrbuch. Was die Wahl seiner Verlage anging, „bewegte er sich stets im rechtsgerichteten oder rechtsextremen Milieu.“
Sein Lebenswerk widmete der Südtiroler der Trentiner Landschaft, ihren Menschen und ihren Problemen. Weiter hat Bossi-Fedrigotti zahlreiche Bücher über den Ersten Weltkrieg geschrieben. Er war als Autor auch für Theater, Rundfunk und Film tätig.
In den 1980er Jahren wurde Bossi-Fedrigotti das Verdienstkreuz des Landes Tirol verliehen.
„In welchem ihn hoch schätzenden ideologischen Milieu Bossi-Fedrigotti sich bis zuletzt bewegte,“ zeigt ein ihm gewidmeter Nachruf des rechtsextremen Autors Reinhard Pozorny.

## Sonstiges
In der Sowjetischen Besatzungszone wurden viele seiner Schriften auf die Liste der auszusondernden Literatur gesetzt.
Der Name Bossi-Fedrigotti als Doppelname leitet sich von einer späteren Heirat eines Bossi mit einer Fedrigotti-Tochter ab. In den Grafenstand wurden die Bossi-Fedrigotti 1717 mit dem Beinamen von Ochsenfeld erhoben.

## Werke
- Die Tiroler Kaiserjäger am Col di Lana. Franz Schneider Verlag, Leipzig 1934.
- Standschütze Bruggler. Zeitgeschichte-Verlag, Berlin 1934.
- Tirol bleibt Tirol. Bruckmann Verlag, München 1935.
- Spionage und Verrat in den Karpathenkämpfen des Weltkrieges. Franz Schneider, Leipzig, Wien 1935.
- Andreas Hofer. Sandwirt von Passeier. Franz Schneider, Berlin 1935.
- Das Vermächtnis der letzten Tage. Zeitgeschichte-Verlag, Berlin 1937.
- Wir kommen, Kameraden! Zeitgeschichte-Verlag, Berlin 1938.
- Österreichs Blutweg. Verlag Die Wehrmacht, Berlin 1939.
- Vormarschtage. NS-Gauverlag und Druckerei Tirol und Vorarlberg, Innsbruck 1941.
- Die alte Fahne. NS-Gauverlag und Druckerei Tirol und Vorarlberg, Innsbruck 1941.
- Die beiden Teraldi. Andermann, München, Wien 1951.
- Christian, der Grenzgänger. Andermann, München 1951.
- Befehl zum Verrat. Pabel, Rastatt 1960.
- Pustertal. Athesia Verlag, Bozen 1967.
- Vinschgau. 2. Aufl. Athesia Verlag, Bozen 1968. Neuaufl. unter Josef Rampold, 1971.
- Kaiserjäger, Ruhm und Ende. Leopold Stocker Verlag, Graz, Stuttgart 1977. Neuaufl. u. d. Tit. Die Kaiserjäger im Ersten Weltkrieg. Ares-Verlag, Graz, 2009
- Kaiser Franz Joseph I. und seine Zeit. Ringier, Zürich, München 1978.
- Col di Lana. Schild-Verlag, München 1979.
- Heimkehr in den Untergang. Leopold Stocker Verlag, Graz, Stuttgart 1981.
- Ade, mein Land Tirol. Neuaufl.(von 1978). Schild-Verlag, München 1983.
- Dolomitensaga. Amalthea, Wien, München 1986.
- Abschied vom Doppeladler. Verlagsgesellschaft Berg, Abt. Türmer-Verlag, Berg am See 1990.

## Genealogie
- Hans Friedrich von Ehrenkrook, Carola von Ehrenkrook, Friedrich Wilhelm Euler, Jürgen von Flotow, Walter von Hueck, Johann Georg von Rappard, Hans-Jürgen von Witzendorff, u. a.: Genealogisches Handbuch der Gräflichen Häuser. B (Briefadel). 1960. Band II, Band 23 der Gesamtreihe GHdA, Hrsg. Deutsches Adelsarchiv, C. A. Starke, Limburg an der Lahn 1960, S. 53–54.
- Gothaisches Genealogisches Taschenbuch der Gräflichen Häuser. Zugleich Adelsmatrikel der D.A.G. Teil B (Briefadel). 1941. 114. Jahrgang, Justus Perthes, Gotha 1940, S. 64–65.

## Sekundärliteratur
- Helmut Alexander: Der Dolomitenkrieg im „Tiroler“ Film. In: Klaus Eisterer, Rolf Steininger (Hrsg.): Tirol und der Erste Weltkrieg. Innsbruck: Österreichische Studien, 1995, S. 227–253.
- Bruno Berger, Heinz Rupp (Hrsg.): Deutsches Literatur-Lexikon. Biographisch-Bibliographisches Handbuch. Band 1, 3. Auflage, Francke, Bern, München 1968.
- Heinz Brüdigam: Der Schoß ist fruchtbar noch… Neonazistische, militaristische, nationalistische Literatur und Publizistik in der Bundesrepublik. 2. neu bearb. Auflage, Röderberg, Frankfurt/Main 1965.
- Maria Keipert, Peter Grupp: Biographisches Handbuch des deutschen Auswärtigen Dienstes 1871–1945. Band 1, Hrsg. Historischer Dienst des Auswärtigen Amtes, Schöningh, Paderborn 2000, S. 236 f.
- Edmund Theil: Kampf um Italien. Von Sizilien bis Tirol 1943–1945. Langen-Müller,  München, Wien 1983.